# Чимитеро Кампалто (Венеција)
Чимитеро Кампалто (итал. Cimitero Campalto) је насеље у Италији у округу Венеција, региону Венето.
Према процени из 2011. у насељу је живело 313 становника. Насеље се налази на надморској висини од -2 м.